# Estació de Vinaixa
Vinaixa és una estació de ferrocarril propietat d'adif situada al sud de la població de Vinaixa, a la comarca de les Garrigues. L'estació es troba a la línia Tarragona-Reus-Lleida i hi tenen parada trens de les línies R13 i R14 dels serveis regionals de Rodalies de Catalunya, operat per Renfe Operadora.
Aquesta estació es va posar en funcionament l'any 1872 quan va entrar en servei el tram construït per la Companyia del Ferrocarril de Montblanc a Lleida (posteriorment LRT) entre Vimbodí (1865) i Vinaixa.
L'any 2016 va registrar l'entrada de 4.000 passatgers.

## Serveis ferroviaris
| Serveis regionals de Rodalies de Catalunya |                                  |       |                                |                             |
| Procedència/Destinació                     | <                                | Línia | >                              | Procedència/Destinació      |
| Lleida Pirineus                            | La Floresta Les Borges Blanques¹ |       | Vimbodí L'Espluga de Francolí² | Barcelona-Estació de França |
| Lleida Pirineus                            | La Floresta Les Borges Blanques¹ |       | Vimbodí L'Espluga de Francolí² | Barcelona-Estació de França |

1. Alguns regionals no efectuen parada a La Floresta sent la següent o anterior Les Borges Blanques.
2. Alguns regionals no efectuen parada a Vimbodí sent la següent o anterior L'Espluga de Francolí.